# Альби-Ерды
Альби-Ерды (ингуш. Альби-Ерда) — руинированный ранне-православный христианский храм, расположенный в Джейрахском районе Ингушетии, расположенного на левом берегу реки Асса. Согласно данным радиоуглеродного анализа, построен в промежутке от 668 до 974 года.

## Описание
Согласно исследованиям, проведенным русским учёным Всеволодом Миллером в конце XIX века, 
Это небольшое сооружение в виде прямоугольника, которого длина не превышает 13, а ширина 8 шагов. Крыша давно провалилась и засыпала внутренность здания. На восточной стороне внутри видны следы алтарного абсида и окно с полукруглым сводом, в южной стене проделаны 2 окна и между ними низкая и широкая дверь; на западной стороне высоко виднеется окно, северная стена глухая
По данным археологических раскопок, проведенных ингушским советским и российским археологом Макшарипом Мужухоевым в 1990 году, храм имел приделы с южной и северной сторон. В южном приделе им были обнаружены следы придельного алтаря, с повышенным на одну ступень уровнем пола и скамьи для сидения священников с обеих сторон. Южный придел соединялся с центральной частью проемом и имел отдельный вход с запада. Северный придел также имел свой алтарь и соединялся проемом с центральным объёмом храмового пространства. но отдельного входа в него не было.

## Классификация
По мнению большинства исследователей, храм признан христианским, хотя внутри храма были обнаружены многочисленные останки жертвенных животных, свидетельствующие о обрядах древней ингушской религии.

## География
Расположен на берегу Ассы, напротив башенного комплекса Таргима, в центре горной Ингушетии.